# UCI Women's ProSeries 2025
De UCI Women's ProSeries 2025 is de zesde editie van deze internationale wielercompetitie voor professionele rensters georganiseerd door de UCI. Deze serie is het tweede niveau, onder de Women's World Tour en boven de continentale circuits.
Voor 2025 zijn vijftien koersen op de kalender opgenomen, waarvan dertien eendaagse en twee meerdaagse wedstrijden. Een ervan vindt plaats in Australië. De rest op het Europese vasteland, waarvan vier koersen in België en Spanje, twee in Duitsland en Italië en één in Frankrijk en Nederland. De eerste wedstrijd, de Schwalbe Women's One Day Classic, werd verreden op 26 januari. De laatste wedstrijd, de Ronde van de Drie Valleien, zal volgens de planning verreden worden op 7 oktober.
Ten opzichte van het jaar ervoor traden de Schwalbe Women's One Day Classic, de Vuelta a la Comunitat Valenciana Feminas, de GP Oetingen, de Veenendaal-Veenendaal Classic en de Grote Prijs van Fourmies toe tot de ProSeries. Vanwege de NAVO-top in Den Haag kon de Veenendaal-Veenendaal Classic niet doorgaan, omdat voor die bijeenkomst politiecapaciteit uit het hele land nodig is en de wielerwedstrijd dan niet beveiligd kan worden.

## Ploegen
In 2025 waren er voor het eerst zeven UCI Women's ProTeams actief in het peloton, die promoveerden uit de continentale reeksen.
| UCI ProTeams                    | UCI ProTeams                         |
| ------------------------------- | ------------------------------------ |
| Arkéa-B&B Hotels                | Saint Michel-Preference Home-Auber93 |
| Cofidis                         | VolkerWessels                        |
| EF-Oatly-Cannondale             | Winspace Orange Seal                 |
| Laboral Kutxa-Fundación Euskadi |                                      |

## Kalender
| Data           | Wedstrijd                        | Winnaar              | Team                 |
| -------------- | -------------------------------- | -------------------- | -------------------- |
| 26 januari     | Schwalbe Women's One Day Classic | Clara Copponi        | Lidl-Trek            |
| 9 februari     | Ronde van Valencia               | Linda Zanetti        | Uno-X Mobility       |
| 13-16 februari | Wielerweek van Valencia          | Demi Vollering       | FDJ-Suez             |
| 12 maart       | GP Oetingen                      | Julie De Wilde       | Fenix-Deceuninck     |
| 19 maart       | Nokere Koerse                    | Marta Lach           | Team SD Worx-Protime |
| 2 april        | Dwars door Vlaanderen            | Elisa Longo Borghini | UAE Team ADQ         |
| 18 april       | Brabantse Pijl                   | Elisa Longo Borghini | UAE Team ADQ         |
| 14 mei         | Clásica Féminas de Navarra       | Cat Ferguson         | Movistar Team        |
| 23 mei         | Veenendaal-Veenendaal Classic    | geannuleerd          | geannuleerd          |
| 17-22 juni     | Ronde van Thüringen              | geannuleerd          | geannuleerd          |
| 14 september   | Grote Prijs van Fourmies         |                      |                      |
| 14 september   | Grote Prijs van Stuttgart        |                      |                      |
| 4 oktober      | Ronde van Emilia                 |                      |                      |
| 5 oktober      | GP Ciudad de Eibar               |                      |                      |
| 7 oktober      | Ronde van de Drie Valleien       |                      |                      |